# Лазурненська селищна рада
Лазу́рненська се́лищна ра́да — адміністративно-територіальна одиниця та орган місцевого самоврядування у Скадовському районі Херсонської області. Адміністративний центр — селище міського типу Лазурне.
24 червня 2022 року Генпрокуратура України повідомила про підозру у державній зраді та колабораціонізм Сергію Бєліку, голові Лазурненської селищної ради.

## Загальні відомості
Лазурненська селищна рада утворена в 1975 році.
- Територія ради: 71,528 км²
- Населення ради: 3 324 особи (станом на 01.01.2019 року)
- Водоймища на території, підпорядкованій даній раді: Чорне море

## Населені пункти
Селищній раді підпорядковані населені пункти:
- смт Лазурне

## Склад ради
Рада складається з 14 депутатів та голови.
- Голова ради: Бєлік Сергій Якович

### Керівний склад попередніх скликань
| Прізвище, ім'я, по батькові  | Основні відомості                                                | Дата обрання | Дата звільнення |
| ---------------------------- | ---------------------------------------------------------------- | ------------ | --------------- |
| Бєлий Олександр Валентинович | Селищний голова, 1968 року народження                            | 26.03.2006   | 31.10.2010      |
| Коваленко Руслан Євгенович   | Селищний голова, 1974 року народження, освіта вища, безпартійний | 25.05.2014   | 10.03.2016      |
| Гліва Іванна Степанівна      | В/О Селищного голови, 1976 року народження, освіта вища          | 02.02.2016   | 09.12.16        |
| Бєлік Сергій Якович          |                                                                  | 10.03.2016   |                 |

Примітка: таблиця складена за даними сайту Верховної Ради України

### Депутати
Склад депутатського корпусу
СПИСОК
депутатів Лазурненської селищної ради сьомого скликання
| № виборчого округа | Прізвище ім'я, по батькові депутата |
| 1.                 | Фісак Володимир Володимирович       |
| 2.                 | Пігульский Сергій Сергійович        |
| 3.                 | Тихонча Тетяна Василівна            |
| 4.                 | Гліва Івана Степанівна              |
| 5.                 | Нагорнюк Віктор Анатолійович        |
| 6.                 | Демчук Олександр Анатолійович       |
| 7.                 | Шумарін Сергій Олександрович        |
| 8.                 | Зінченко Євгеній Вікторович         |
| 9.                 | Якименко Світлана Іванівна          |
| 10.                | Бондаренко Борис Михайлович         |
| 11.                | Тригубчук Сергій Володимирович      |
| 12.                | Балясевич Дмитро Вікторович         |
| 13.                | Кухар Василь Васильович             |
| 14.                | Власик Галина Дмитрівна             |